# Jean-Charles Marchiani
Pour les articles homonymes, voir Marchiani.
Jean-Charles Marchiani, né le 6 août 1943 à Bastia, est un haut fonctionnaire et un homme politique français.
Ancien officier du SDECE (devenu DGSE en 1982), Jean-Charles Marchiani a été un intermédiaire lors de négociations pour la libération d'otages au Liban, en Algérie, en France et en Bosnie. Proche de Charles Pasqua, il est élu député européen sur la liste du Rassemblement pour la France aux côtés de Charles Pasqua et de Philippe de Villiers en 1999.

## Jeunesse
Jean-Charles Marchiani étudie au petit séminaire d'Ajaccio, puis effectue sa scolarité au lycée Thiers de Marseille. Il est admis à l'Institut d'études politiques d'Aix-en-Provence (diplômé en 1966). Il adhère au Parti nationaliste, parti d'extrême droite français, à la fin des années 1950. Il milite « officiellement » en faveur de l'Algérie française. En réalité, il est lié à Charles Pasqua, responsable du SAC (Service d'action civique) pour la région Provence-Côte d'Azur. Pour le compte de ce dernier, Marchiani infiltre les milieux de l'OAS au sein de la faculté de droit d'Aix-en-Provence et effectue des missions de contre-espionnage qui contribueront à mettre fin aux activités de cette organisation.
Il est enrôlé par les services secrets français à l'université à l'âge de 19 ans à la fin de la guerre d'Algérie[réf. nécessaire]. À 25 ans, Jean-Charles Marchiani sert comme officier parachutiste au sein du 8e régiment de parachutistes d'infanterie de marine.

## Carrière

### Officier de renseignement (1962-1970)
De 1962 à 1970, Jean-Charles Marchiani est officier du SDECE (devenu DGSE). Il est impliqué dans l'affaire Marković, visant à empêcher la candidature à l'élection présidentielle de Georges Pompidou ; Toutefois, il aurait qualifié les informations de sa source « Karamel » de « douteuses » dans une note. Il est obligé de démissionner à la suite des instructions de Georges Pompidou après qu’il a été élu président de la République.

### Secteur privé (1970-1986)
De 1970 à 1986, Jean-Charles Marchiani rejoint le secteur privé.
En 1970, il est engagé comme responsable des relations syndicales chez Peugeot.
En 1972, il rejoint le groupe Air France et occupe notamment le poste de directeur des affaires juridiques et directeur général de la filiale Servair (commissariat aérien), et secrétaire général du groupe Méridien (alors filiale d'Air France). Il est alors honorable correspondant pour le SDECE. Il quitte ses fonctions en 1985.

### Conseiller au ministère de l’Intérieur (1986-1988)
De 1986 à 1988, il est nommé chargé de mission et conseiller pour le renseignement et la lutte anti-terroriste au cabinet de Charles Pasqua, ministre de l'Intérieur, principal négociateur dans l’affaire des otages français au Liban (avec succès). Auditeur à l'Institut des Hautes Études de la Défense Nationale (IHEDN).

### Secteur privé (1988-1993)
De 1988 à 1993, il est membre de la direction du groupe Thomson, tout en étant nommé en 1989 conseiller du Commerce extérieur de la France.

### Haute Administration publique (1993-1999)
Durant la cohabitation (1993-1995), il retrouve ses fonctions auprès de Charles Pasqua, ministre d'État, ministre de l'Intérieur et de l'Aménagement du territoire. Après l’élection de Jacques Chirac et le remplacement de Charles Pasqua par Jean-Louis Debré au ministère de l’Intérieur, il est en première ligne au moment des attentats parisiens de 1995. En raison de ses mauvaises relations avec son ministre de tutelle, le chargé de mission est exfiltré de la Place Beauvau pour être promu préfet du Var. Selon Pierre Péan, Jacques Chirac aurait accepté cette nomination qu'il regrettera à la suite d'une demande pressante de Charles Pasqua.
Alors qu'il est déjà nommé, et attendu à la préfecture du Var, Jean-Charles Marchiani est sollicité directement par l'Élysée, pour intervenir afin de négocier la libération de deux pilotes abattus en Bosnie, en 1995. Il occupera ses fonctions  jusqu'en 1997.
En 1996, il intervient dans les négociations, qui échoueront, visant à la tentative de libération des moines de Tibhirine.
De 1997 à 1999, il est secrétaire général de la zone de défense et de sécurité de Paris
À partir d'août 2004, il est nommé préfet « hors cadre » (sans affectation) et a pris officiellement sa retraite en septembre 2008.

### Députation européenne (1999-2004)
En 1999, Aux élections européennes de juin 1999, Charles Pasqua et Philippe de Villiers conduisent la liste souverainiste intitulée « Rassemblement pour la France et l'Indépendance de l'Europe » (RPFIE). Elle obtient 13,06 % des voix et 13 élus, parmi lesquels Marie-France Garaud, William Abitbol et Jean-Charles Marchiani. Ce dernier sera député européen jusqu'en 2004.

## Médiations et libérations d'otages
Au sein de la DGSE et auprès de Charles Pasqua, Jean-Charles Marchiani a joué un rôle assez important dans des négociations pour la libération d'otages français détenus à l'étranger, bien que l'importance de son action soit contestée par certains.

### Libération des otages français du Liban
Le 5 mai 1988, après plus de trois ans de détention par le Hezbollah, les diplomates Marcel Carton et Marcel Fontaine ainsi que le journaliste Jean-Paul Kauffmann sont libérés.
À la suite de nombreuses tractations et de plusieurs tentatives de libération avortées des services officiels de l'État, le ministre de l'Intérieur Charles Pasqua charge Jean-Charles Marchiani de mener, sous le pseudonyme « Alexandre Stephani » et "au nom du gouvernement", des négociations parallèles en vue de la libération des otages.
Selon le journaliste Dominique Lorentz, ces enlèvements et la libération des otages entraient dans le cadre du contentieux entre Paris et Téhéran concernant le consortium d'enrichissement d'uranium Eurodif et Jean-Charles Marchiani aurait mené des négociations croisées entre Beyrouth et Téhéran.

### Libération des pilotes français en Bosnie
Le 30 août 1995, l'appareil Dassault Mirage 2000 du capitaine Frédéric Chiffot et du lieutenant José Souvignet est abattu au-dessus de la Bosnie. La DGSE informera le 30 octobre 1995 le président de la République que ces personnes sont mortes, passées par les armes des miliciens de Radovan Karadžić alors qu’il n’en est rien. Ce cafouillage des services secrets provoque la colère de Jacques Chirac qui décide confier l’affaire à un « pro » .
Selon L'Express, Jean-Charles Marchiani aurait mené, à la demande de Jacques Chirac et en collaboration avec l'homme d'affaires russo-israélien Arcadi Gaydamak, des négociations auprès des services secrets russes et yougoslaves. Il s’agit de réactiver le contact avec le Premier ministre russe Ievgueni Primakov, bon spécialiste du monde arabo-musulman, via Arcadi Gaydamak. Sa tactique s’avère payante  le 12 décembre 1995 après quatorze semaines de détention, le chef d’état-major interarmes de l’armée française, le général Jean-Philippe Douin, est à Zvornik, en Bosnie, pour récupérer les deux pilotes. À leur arrivée à Villacoublay, ils sont accueillis par Jacques Chirac qui félicite publiquement leur accompagnateur et libérateur, Jean-Charles Marchiani .
Jean-Charles Marchiani aurait intimidé le président serbe Radovan Karadžić en affirmant que les forces françaises s'apprêtaient à quitter Sarajevo, laissant à elle-même la minorité serbe. Karadzic aurait alors accepté de libérer les otages en échange d'une reconnaissance officielle de la France et que le chef d'état-major français vienne en personne chercher les pilotes.

### Négociations dans le détournement du Vol Air France d’Alger
Il contribue activement à l’issue heureuse du détournement de l’Airbus d’Air France, le 24 décembre 1994. Ce soir-là, l’Airbus A300 d’Air-France qui doit se rendre à Paris ne peut décoller de l’aéroport d’Alger en raison d’une prise d’otages par des terroristes islamistes du GIA.
Le ministre de l’Intérieur Charles Pasqua demande à son conseiller Jean-Charles Marchiani de nouer des contacts avec le directeur du cabinet du ministre de l’Intérieur algérien, Lahcène Seriak. Les terroristes souhaitent faire le plein de carburant et détourner l’avion sur Paris. Grâce à Hocine Aït Ahmed qui possède un contact au sein du groupe de Djamel Zitouni, auteur de l’opération, il apprend que les terroristes souhaitent recharger l’avion pour le faire sauter au-dessus de Paris. Un renseignement qui explique pourquoi l’Airbus est finalement dirigé sur Marseille .
Le 26 décembre, l’Airbus d’Air-France dont quelques dizaines de passagers ont déjà été libérés à Alger, atterrit à Marseille-Marignane à 3 heures du matin. À 17 h 15, l’assaut est donné par le GIGN. Les quatre terroristes sont abattus.
C’est la raison pour laquelle, le GIA voua une haine farouche à Jean-Charles Marchiani et mit sa tête à prix. Au point que le 30 mai 1995, le chef de cabinet du nouveau ministre de la Défense, Charles Millon, adresse une note confidentielle à différents services afin de les informer de l’« attentat qui se préparait en représailles à l’assaut victorieux des hommes du GIGN contre le groupe du GIA algérien qui avait détourné l’Airbus d’Air France le 24 décembre précédent. Objectif : Jean-Charles Marchiani » .

### Prise d'otage et assassinat des moines de Tibhirine
En mars 1996, sept moines trappistes français sont enlevés dans leur monastère près de Médéa par des islamistes algériens du GIA avant d'être assassinés quelques semaines plus tard. Les autorités françaises ont mené pour leur libération des négociations parallèles pour lesquelles Jacques Chirac a mandaté Jean-Charles Marchiani. Le préfet Marchiani est convoqué à l’Élysée le 6 avril 1996 à 21 heures, la veille d’un voyage du président Chirac au Liban. Seules deux personnes sont dans la confidence : l’amiral Jean-Luc Delaunay et Dominique de Villepin, secrétaire général de l’Élysée. Jean-Charles Marchiani connaît bien le dossier algérien. De 1993 à 1995, il a été chargé de mission au cabinet du ministre de l’Intérieur, s’occupant plus particulièrement de la surveillance des réseaux du FIS implantés en France .
Les démarches de Jean-Charles Marchiani ont toutefois été interrompues quelques jours plus tard à la demande du Premier ministre de l'époque, Alain Juppé,.

## Vie politique

### Relations avec Charles Pasqua
Après avoir passé plusieurs années dans l'industrie, il rencontre Charles Pasqua, « en 1968, au moment de l'organisation de la manifestation du 30 mai. Avec René Tomasini et Alexandre Sanguinetti. Au moment où les gaullistes ont fait l' « armistice » avec les partisans de l'Algérie française – dont j'étais » .
Les deux hommes – qui parlent corse en tête-à-tête - ne se quitteront plus de vue, Pasqua le prenant dans son cabinet lors de ses deux passages au ministère de l'Intérieur et en le proposant à Jacques Chirac pour la fonction de préfet du Var en 1995. La collaboration entre les deux hommes continue avec la création du Rassemblement pour la France.

### Préfet du Var
Jean-Charles Marchiani est nommé préfet du Var par Jacques Chirac le 29 novembre 1995. Il reste en poste jusqu'au 24 juillet 1997. Il fut durant toute cette période « un allié objectif et complaisant du maire de Toulon », Jean-Marie Le Chevallier (FN).
Il fait intensifier les contrôles afin de capturer les migrants.
Le 4 juin 1996, Jean-Charles Marchiani provoque une polémique après avoir interdit la tenue d'un concert du groupe de rap NTM, mettant en avant ses convictions chrétiennes pour justifier l'interdiction.
Il reste impliqué dans les réseaux de la « Françafrique ». Le journaliste Éric Lemasson raconte dans son enquête Marchiani. l'agent politique, comment celui-ci « reçoit parfois un appel d'un proche conseiller de Mobutu, quand le président zaïrois a besoin de visas pour ses enfants, par exemple. Le président les obtient vite. ».

### Député européen et candidat RPF
Jean-Charles Marchiani est un des membres fondateurs du Rassemblement pour la France aux côtés de Charles Pasqua et Philippe de Villiers en 1999.
La liste RPF obtient 13 % des voix lors des élections européennes de 1999 et 13 élus, dont Jean-Charles Marchiani qui devient député européen.
En 2000, il est élu secrétaire départemental du Var du RPF, et reste au RPF après le départ de Philippe de Villiers en 2000.
En 2001, Jean-Charles Marchiani est candidat aux élections municipales à Toulon. Il obtient 14 % des suffrages et se désiste en faveur du candidat divers droite Hubert Falco, qui sera élu.

## Affaires

### Affaire de la libération des otages au Liban
En 2002, à quelques semaines de l’élection présidentielle, des journaux français publient une note de la DST indiquant que la libération des otages français du Liban a fait l'objet du versement d'une rançon et de rétro commissions via un intermédiaire libanais Iskandar Safa.
Finalement, en 2009, le juge d’instruction Jean-Christophe Hullin décide un non-lieu général dans ce dossier, se montrant très critique envers la DST qui a diffusé des « accusations (qui) n'ont jamais été étayées, n'ont fait l'objet d'aucune investigation matérielle en huit ans ».
Afin de financer les intermédiaires, des comptes en Suisse à son nom sont créés, l'existence de ces comptes étant confirmée par l'enquête Swissleaks révélant en 2015 le système de fraude fiscale internationale mis en place par la banque HSBC.

### Affaires ADP-Vanderland et des boîtes de vitesses deschars Leclerc
Le 4 août 2004, Jean-Charles Marchiani a été mis en examen et écroué pour « recel d'abus de biens sociaux et trafic d'influence », dans le cadre d'un marché de fournitures de boîtes de vitesses pour des chars Leclerc destinés à être vendus aux Émirats arabes unis. Il est remis en liberté le 18 février 2005 par la chambre de l'instruction de la cour d'appel de Paris, qui l'a astreint à un contrôle judiciaire très strict avec assignation à résidence à Toulon.
En octobre 2005, il comparaît devant la 11e chambre du tribunal correctionnel de Paris, quatre ans de prison ferme sont requis à son encontre pour « recel d'abus de biens sociaux et trafic d'influence », dans le cadre d'un marché de fournitures de boîtes de vitesses pour des chars Leclerc destinés à être vendus aux Émirats arabes unis et pour avoir perçu de la part de la société hollandaise Vanderland des commissions occultes en marge de deux marchés pour le tri des bagages à Roissy.
Le 19 mars 2008, la Cour de cassation de Paris a confirmé la condamnation de Jean-Charles Marchiani à trois ans et un an de prison ferme pour « recel d'abus de biens sociaux et trafic d'influence ». Lors de sa détention, il recevra le soutien public de Jean-Paul Kauffmann, ex-otage au Liban, dénonçant un « abandon en rase campagne ».
Jean-Charles Machiani bénéficie d'une réduction de peine de six mois accordée par le droit de grâce du président Nicolas Sarkozy, au motif de son « comportement exemplaire »,. La grâce est acceptée et validée le 13 février 2009 par les autorités judiciaires, et le détenu Marchiani est remis en liberté le 16 février 2009.

### Angolagate
Jean-Charles Marchiani est également impliqué dans l'affaire des ventes d'armes à l'Angola pour laquelle il comparait avec d'autres prévenus devant le tribunal de Paris en octobre 2008.
Le 27 octobre 2009, Jean-Charles Marchiani est condamné à trois ans de prison, dont 21 mois avec sursis pour complicité de trafic d'influence et recel d'abus de biens sociaux dans le dossier Angolagate, par le tribunal correctionnel de Paris. Finalement, le 29 avril 2011, Marchiani est relaxé en appel du chef d'accusation de trafic d'influence pour avoir fait obtenir à Arcadi Gaydamak la médaille du Mérite pour être intervenu dans la libération des otages en Bosnie.
Dans une interview donnée à Paris Match, Jean-Charles Marchiani explique que « cette procédure a été un moyen pour trouver une qualification pénale contre Charles Pasqua, au moment où il était question qu’il se présente à la présidence de la République ».